# Pseudohadena roseonitens
Pseudohadena roseonitens là một loài bướm đêm trong họ Noctuidae.